# Im Se-mi
Im Se-mi (hangul: 임세미; nascida em 29 de maio de 1987) é uma atriz sul-coreana. Ela é conhecida por ter atuado nas séries When The Weather is Fine, True Beauty, Duty After School e The Worst of Evil.

## Carreira
Em janeiro de 2019, Im assinou um contrato com a agência YNK Entertainment.
Em 3 de fevereiro de 2022, Im assinou um contrato com a Noon Company, após o seu término com a YNK Entertainment.

## Filmografia

### Filmes
| Ano  | Título                 | Papel                    |
| ---- | ---------------------- | ------------------------ |
| 2007 | Highway Star           | Filha do Presidente Choi |
| 2019 | Money                  | Ye-ji                    |
| 2022 | Awake                  | Hyerin                   |
| 2023 | Concerning My Daughter | Geu-rin (a filha)        |

### Séries de televisão

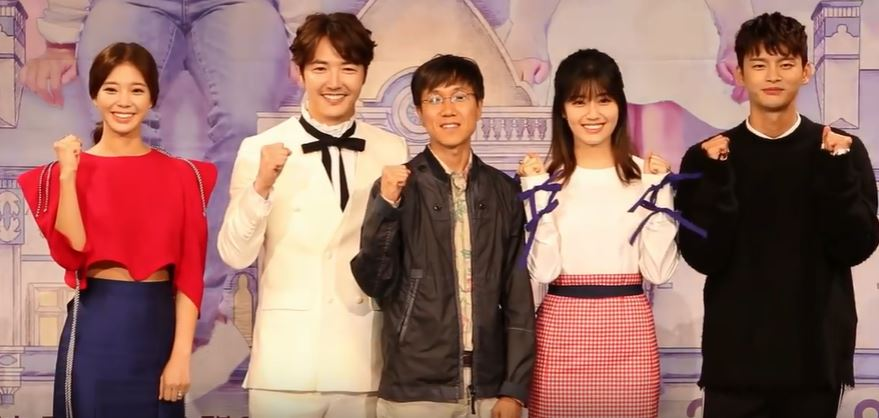
Im Se-mi (primeira a partir da esquerda) com o elenco principal de Shopping King Louie em 2017

| Ano     | Título                              | Papel                                                                                   | Rede de TV |
| ------- | ----------------------------------- | --------------------------------------------------------------------------------------- | ---------- |
| 2005    | Sharp 2                             | Im Se-mi                                                                                | KBS2       |
| 2010    | Pure Pumpkin Flower                 | Oh Hyo-sun                                                                              | SBS        |
| 2011    | Heartstrings                        | Cha Bo-woon                                                                             | MBC        |
| 2011    | Bravo, My Love!                     | Kyung-mi                                                                                | MBC        |
| 2013    | That Winter, The Wind Blows         | Son Mi-ra                                                                               | SBS        |
| 2013    | Two Weeks                           | Oh Mi-sook                                                                              | MBC        |
| 2013    | Drama Special "Yeon-woo's Summer"   | Yoon Ji-wan                                                                             | KBS2       |
| 2013    | The King's Daughter, Soo Baek-hyang | Rainha Eunhye                                                                           | MBC        |
| 2014    | Only Love                           | Choi Yoo-ri                                                                             | SBS        |
| 2014    | Secret Love                         | Ex-namorada de Yoon Joon-moon (episódios 3-4: "The Thirteenth Item on the Bucket List") | Dramacube  |
| 2015    | Great Stories: Young-ja's Best Days | Kyung-ah                                                                                |            |
| 2015    | Love on a Rooftop                   | Yoon Seung-hye                                                                          |            |
| 2016    | Goodbye Mr. Black                   | Cha Ji-soo                                                                              |            |
| 2016    | Shopping King Louis                 | Baek Ma-ri                                                                              | MBC TV     |
| 2017    | Ms. Perfect                         | Jung Na-mi                                                                              |            |
| 2017    | Two Cops                            | Ko Bong-sook                                                                            |            |
| 2018    | About Time                          | Bae Soo-bong                                                                            |            |
| 2018    | Mr. Sunshine                        | Mãe de Dong-mae                                                                         | tvN        |
| 2018    | My Secret Terrius                   | Yoo Ji-yeon                                                                             |            |
| 2020    | When the Weather Is Fine            | Kim Bo-young                                                                            |            |
| 2020–21 | True Beauty                         | Im Hee-kyeong                                                                           | tvN        |
| 2022    | The Empire                          | Yoon Eun-mi                                                                             |            |
| 2024    | Wonderful World                     | Han Yoo-ri                                                                              |            |

### Webséries
| Ano  | Título            | Papel           | Notas   | Ref.          |
| ---- | ----------------- | --------------- | ------- | ------------- |
| 2022 | X of Crisis       | Esposa do Mr. A |         | [ 18 ] [ 19 ] |
| 2023 | Duty After School | Park Eun-young  | Parte 1 | [ 20 ] [ 21 ] |
| 2023 | The Worst of Evil | Yoo Eui-jung    |         | [ 22 ]        |

### Programas de variedades
| Ano  | Título              | Rede | Notas                                  | Ref.          |
| ---- | ------------------- | ---- | -------------------------------------- | ------------- |
| 2017 | King of Mask Singer | MBC  | Participando como "Hula Girl" (ep.119) | [ 23 ] [ 24 ] |

## Teatro
| Ano       | Título               | Papel        | Ref.          |
| --------- | -------------------- | ------------ | ------------- |
| 2012      | Thief's Diary        | Ma Hee-jin   |               |
| 2013-2014 | Thursday Romance     | Jung Yeon-ok | [ 26 ] [ 27 ] |
| 2021      | Perfetti Sconosciuti | Bianca       | [ 28 ]        |

## Prêmios e indicações
| Ano  | Cerimônia        | Categoria                                                   | Indicado(s)/Trabalho(s) | Resultado |
| ---- | ---------------- | ----------------------------------------------------------- | ----------------------- | --------- |
| 2015 | KBS Drama Awards | Prêmio de Excelência, Atriz em Drama Diário                 | Love on a Rooftop       | Indicado  |
| 2016 | MBC Drama Awards | Prêmio Ouro de Atuação, Atriz em Minissérie                 | Shopping King Louie     | Venceu    |
| 2017 | MBC Drama Awards | Prêmio de Excelência, Atriz em Drama de Segunda a Terça     | Two Cops                | Indicado  |
| 2018 | MBC Drama Awards | Prêmio de Excelência, Ator em Minissérie de Quarta a Quinta | My Secret Terrius       | Indicado  |